# رودريك إيفانز
رودريك إيفانز (بالإنجليزية: Roderick Evans)‏ هو قاضي بريطاني، ولد في 22 أكتوبر 1946.